# René Thissen
René Thissen (Hendrik-Kapelle, 10 september 1946) is een voormalig Belgisch volksvertegenwoordiger en senator.

## Levensloop
Nadat Thissen afstudeerde aan het Institut Cardijn in Brussel, werd hij van 1967 tot 1970 personeelsdirecteur bij de papierfabriek Intermills in Malmedy. Hij werd echter ontslagen na een herstructurering. Vervolgens werkte hij van 1970 tot 1971 als administratief medewerker bij een bouwbedrijf, om dan van 1971 tot 1977 directeur te zijn van een houtzagerij. Daarna werd hij zelfstandig boekhouder tot in 1978, om dan bedrijfsleider te worden van een bedrijf in Weismes.
Thissen begon zich ook met politiek bezig te houden en werd lid van de PSC. In 1976 werd hij voor de partij verkozen als gemeenteraadslid van Verviers, maar hij kon er niet zetelen omdat zijn broer er burgemeester werd. Hierna zette hij zijn politieke loopbaan voor enkele jaren stop.
In 1991 stapte hij terug in de politiek door zich kandidaat te stellen bij de verkiezingen van dat jaar en werd verkozen als lid van de Kamer van volksvertegenwoordigers voor het arrondissement Verviers. Hij behield dit mandaat tot in 1995. Van 1991 tot 1995 was hij tevens lid van de Waalse Gewestraad en de Raad van de Franse Gemeenschap en van 1995 tot 2009 zetelde hij in het Waals Parlement en het Parlement van de Franse Gemeenschap. Van 2004 tot 2009 was hij secretaris van het Waals Parlement. Van 1999 tot 2004 zetelde hij ook in de Senaat als gemeenschapssenator, waar hij van 2000 tot 2004 voorzitter van de PSC- en vervolgens de cdH-fractie was.
Van 1994 tot 1999 was hij gemeenteraadslid van Weismes, een mandaat dat hij van 2006 tot 2012 opnieuw uitoefende. Tijdens zijn eerste periode als gemeenteraadslid was hij van 1995 tot 1997 tevens schepen van Sociale Zaken en in zijn tweede periode als gemeenteraadslid werd hij oppositieleider.
Tevens was hij van 1995 tot 2000 penningmeester voor zijn partij.